# تالش‌نوری
تالش‌نوری (به ترکی آذربایجانی: Talışnuru) یک منطقهٔ مسکونی در جمهوری آذربایجان است که در شهرستان شماخی واقع شده‌است. تالش‌نوری ۳۱۵ نفر جمعیت دارد.